# Breitenbrunn/Erzgeb.
Pour les articles homonymes, voir Breitenbrunn.
Breitenbrunn/Erzgeb. est une commune de Saxe (Allemagne), située dans l'arrondissement des Monts-Métallifères, dans le district de Chemnitz.

## Évolution démographique
| 1533 | 1801  | 1834  | 1910  | 1946  | 1956  | 1960  | 1971  | 1999  |
| ---- | ----- | ----- | ----- | ----- | ----- | ----- | ----- | ----- |
| 200  | 2 250 | 2 058 | 2 167 | 2 467 | 5 018 | 4 259 | 3 420 | 3 909 |

| 2006  | - | - | - | - | - | - | - | - |
| ----- | - | - | - | - | - | - | - | - |
| 6 337 | - | - | - | - | - | - | - | - |

## Jumelage
- Nattheim (Allemagne)